# جائزة تميز المؤسسة الأوروبية لإدارة الجودة
تم عمل جائزة تميز المؤسسة الأوروبية لإدارة الجودة من خلال المؤسسة الأوروبية لإدارة الجودة (EFQM).
وهذه الجائزة، التي تم تأسيسها في عام 1992، تهدف إلى تقدير دور الشركات التي تحقق نتائج متميزة ومستدامة في كل مجالات نموذج تميز المؤسسة الأوروبية لإدارة الجودة. وتعد طريقة التقييم واحدة من بين أقوى الطرق بين كل الجوائز، حيث تضم فريقًا من المقيمين المستقلين الذين يقضون حوالي 500 ساعة في مراجعة الوثائق وإجراء المقابلات في الموقع لكل شركة مرشحة. ويوفر التقييم الناجم الذي يتم إجراؤه بموجب نموذج تميز المؤسسة الأوروبية لإدارة الجودة نظرة عامة شاملة حول مدى فاعلية تطوير الشركة ونشرها لإستراتيجيتها، بما يتوافق مع احتياجات وتوقعات أصحاب المصلحة.
وتشتمل قائمة الفائزين بهذه الجائزة من القطاع الخاص على شركات BMW وBursagaz وGrundfos وRobert Bosch GmbH وVilla Massa.
وتشتمل قائمة الفائزين بهذه الجائزة من القطاع العام على كلية سانت ماري (أيرلندا الشمالية) وCedar Foundation (المملكة المتحدة) وLauaxeta Ikastola Sociedad Cooperativa (إسبانيا).

## وصلات خارجية
- EFQM